# 薩帕塔半島
22°18′N 81°23′W / 22.30°N 81.38°W

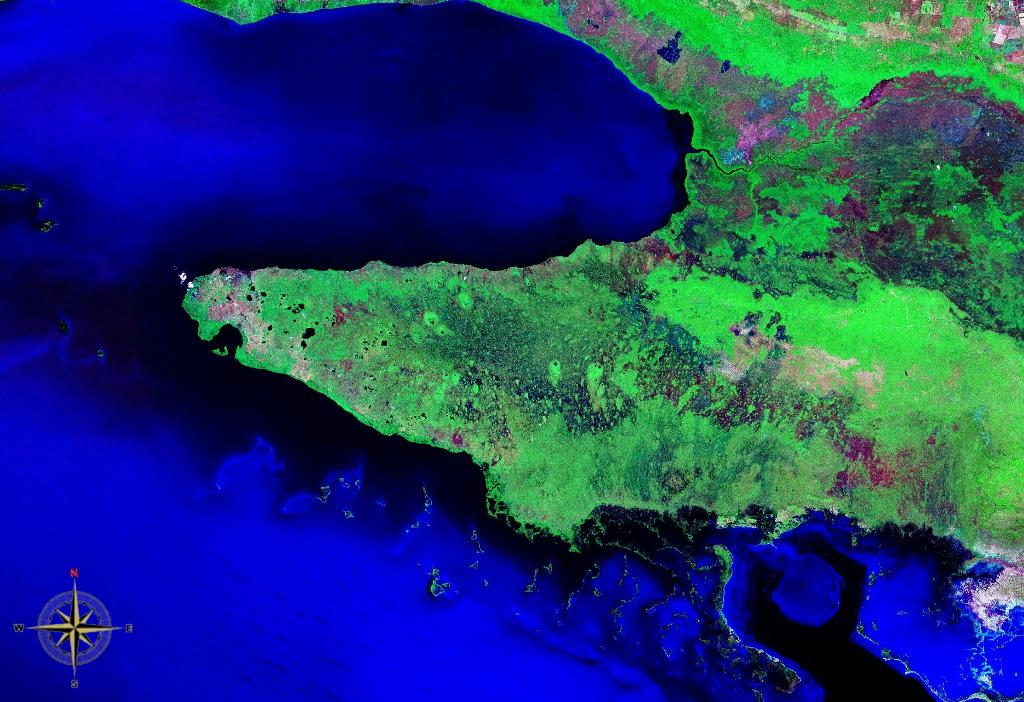

薩帕塔半島是古巴的半島，位於該國南部，處於布羅阿灣以南、巴塔瓦諾灣以東，由馬坦薩斯省負責管轄，東面以豬玀灣為界。